# موکسینوو
موکسینوو (انگلیسی: Muksinovo) یک شهرک در شهرستان کارماسکالینسکی استان باشقیرستان کشور روسیه است.